# Françoise Perret
Françoise Perret, née le 17 avril 1919 à Neuchâtel et décédée le 30 avril 1986 à Lausanne, est une journaliste et femme politique vaudoise.

## Biographie
Née Roulet, Françoise Perret s'installe à Yverdon après son mariage. Elle fut la première femme élue au Conseil communal d’Yverdon, où elle siégea de 1961 à 1968 dans les rangs du Parti libéral, deux ans après que le droit de vote et d'éligibilité ait été reconnu aux femmes dans le canton de Vaud. Cette licenciée en lettres occupa également le poste de rédactrice en chef du Journal d’Yverdon de 1967 à 1977, devenant la première femme à tenir les rênes d’un quotidien en Suisse,,.
Elle a été membre du comité de la presse vaudoise, du comité de l'Alliance de sociétés féminines suisses, de la commission fédérale du contrôle des prix, du comité de la Société Pédagogique de la Suisse Romande, du comité directeur du Parti libéral vaudois, du conseil du Comptoir Suisse, du comité du Centre de documentation et de recherche Pestalozzi, des comités de la crèche, du musée et de la bibliothèque d'Yverdon, déléguée de l'État au sein de la commission scolaire et membre du comité de la Société industrielle et commerciale de cette ville,,,,,,.
Elle est également à l'origine de la réhabilitation du Centre thermal d'Yverdon-les-Bains : en 1961, par le biais d'une motion, elle invite la Municipalité à s'atteler à la tâche,.
En 1965, elle inaugure, en tant que marraine, le bateau M/s Ville d'Yverdon de la Société de navigation sur les lacs de Neuchâtel et Morat.

## Distinction

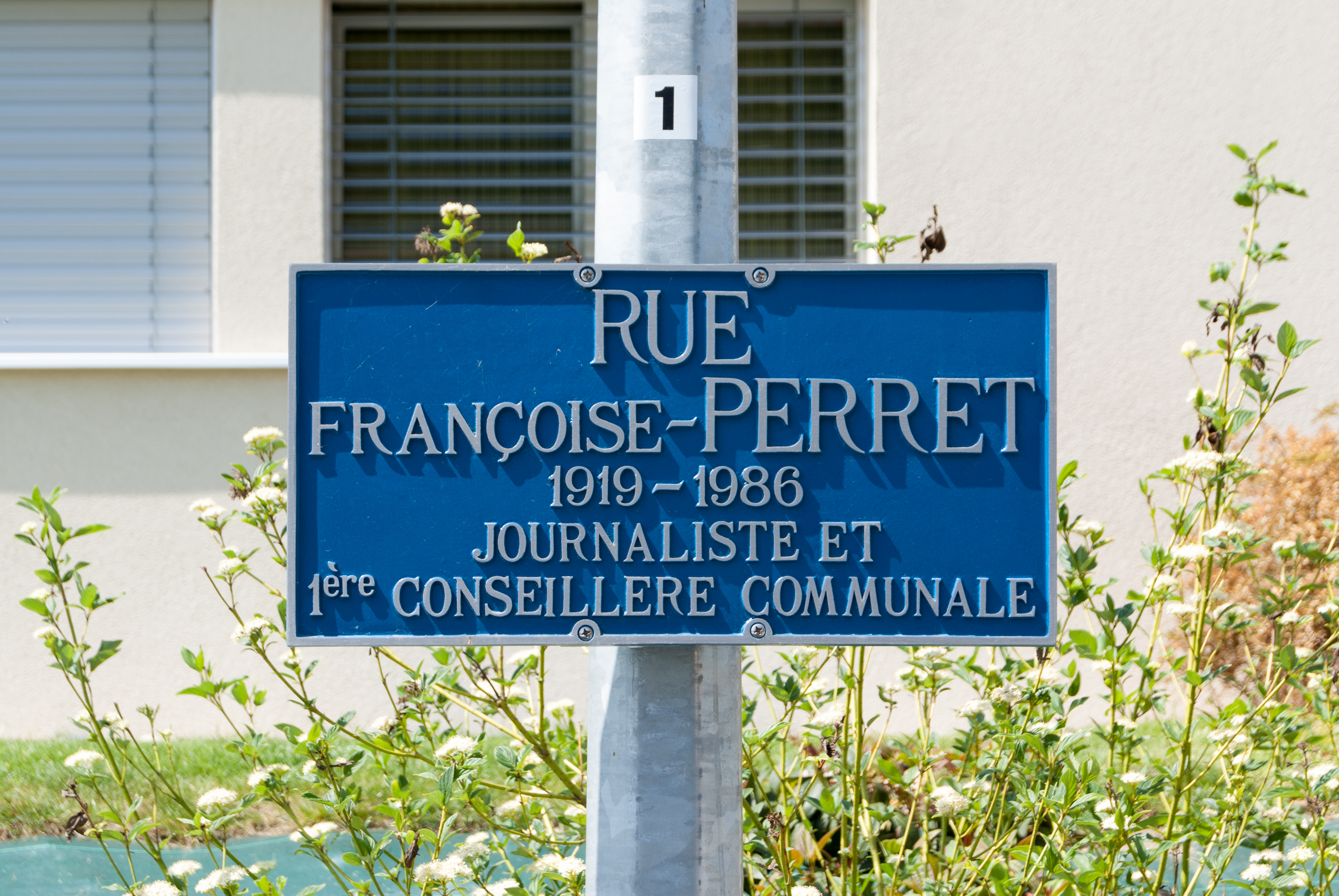
Plaque à la rue Françoise-Perret.

En mai 2011, la municipalité d'Yverdon-les-Bains décide de lui rendre hommage et baptise la plus longue artère du nouveau quartier des Isles « rue Françoise-Perret » 46° 46′ 15,81″ N, 6° 38′ 12,93″ E ,,,.